# Я, бабушка, Илико и Илларион (фильм)
«Я, бабушка, Илико и Илларион» — советский художественный фильм, снятый на киностудии «Грузия-фильм» в 1963 году.

## Сюжет
По одноимённому роману Нодара Думбадзе. Фильм рассказывает о жизни Зурико — мальчика из обыкновенного грузинского села. Действие происходит в предвоенной Грузии, где Зурико учится в школе, впервые влюбляется, затем провожает на войну односельчан и встречает Победу. Зурико заканчивает школу и едет учиться в Тбилиси, но после учёбы снова возвращается в своё село, к первой любви и друзьям.

## В ролях
- Сосо Орджоникидзе — Зурико (дублирует Геннадий Бортников)
- Сесиль Такаишвили — бабушка Ольга (дублирует Елена Понсова)
- Александр Жоржолиани — Илико (дублирует Аркадий Вовси)
- Григол Ткабладзе — Илларион (дублирует Евгений Весник)
- Манана Абазадзе — Мери (дублирует Ольга Громова)
- Кира Андроникашвили — Цира (дублирует Серафима Холина)

## Отзывы
В журнале «Сеанс» № 41/42 (2021) фильм характеризуется как «самый любимый фильм грузин всех возрастов». В книге Николая Зеньковича «1994. Россия. В шаге от распада» (2011) отмечено, что лента принесла Абдуладзе всесоюзную известность Андрей Резников в книге «Необыкновенное чудо, или Национальные особенности нашего кино» пишет «один из самых (если не самый) чистых, светлых и возвышенно-простых фильмов в истории кинематографа»